# Eschbachtal (Bergisches Land)
Das Eschbachtal ist ein Tal im Bergischen Land, durch das der Eschbach fließt. Das Tal liegt überwiegend auf dem Gebiet der Städte Remscheid und Wermelskirchen, sowie teilweise auf dem Gebiet des Solinger Stadtteils Burg.
Das Naturschutzgebiet Eschbachtal in Wermelskirchen ist ein 1,5 Kilometer langer Abschnitt des knapp 12 km langen Eschbachtals. Dort befanden sich die historischen Produktionsstätten Mebusmühle, Dorfmüllershammer, Preyersmühle, Heyenbrucher Hammer, Altenhammer, Johanneshammer, Kellershammer und Luhnshammer. Ein Abschnitt des Tals auf dem Gebiet der Stadt Remscheid bildet das Naturschutzgebiet Eschbachtal (Remscheid). 
Das im mittleren Bereich gelegene Freibad Eschbachtal existiert seit über 100 Jahren.
In den 1830er Jahren wurden Straßen gebaut, die von Remscheid nach Wermelskirchen und durch das Eschbachtal nach Burg führten.
Die 1891 fertiggestellte Eschbachtalsperre am Anfang des Tals war die erste Trinkwasser-Talsperre Deutschlands. Durch das Eschbachtal führte eine Eisenbahnlinie, die 1921 eingestellt wurde.
Im Eschbachtal gibt es als Kunstobjekte Hörrohre, Sehrohre und Hörtonnen.

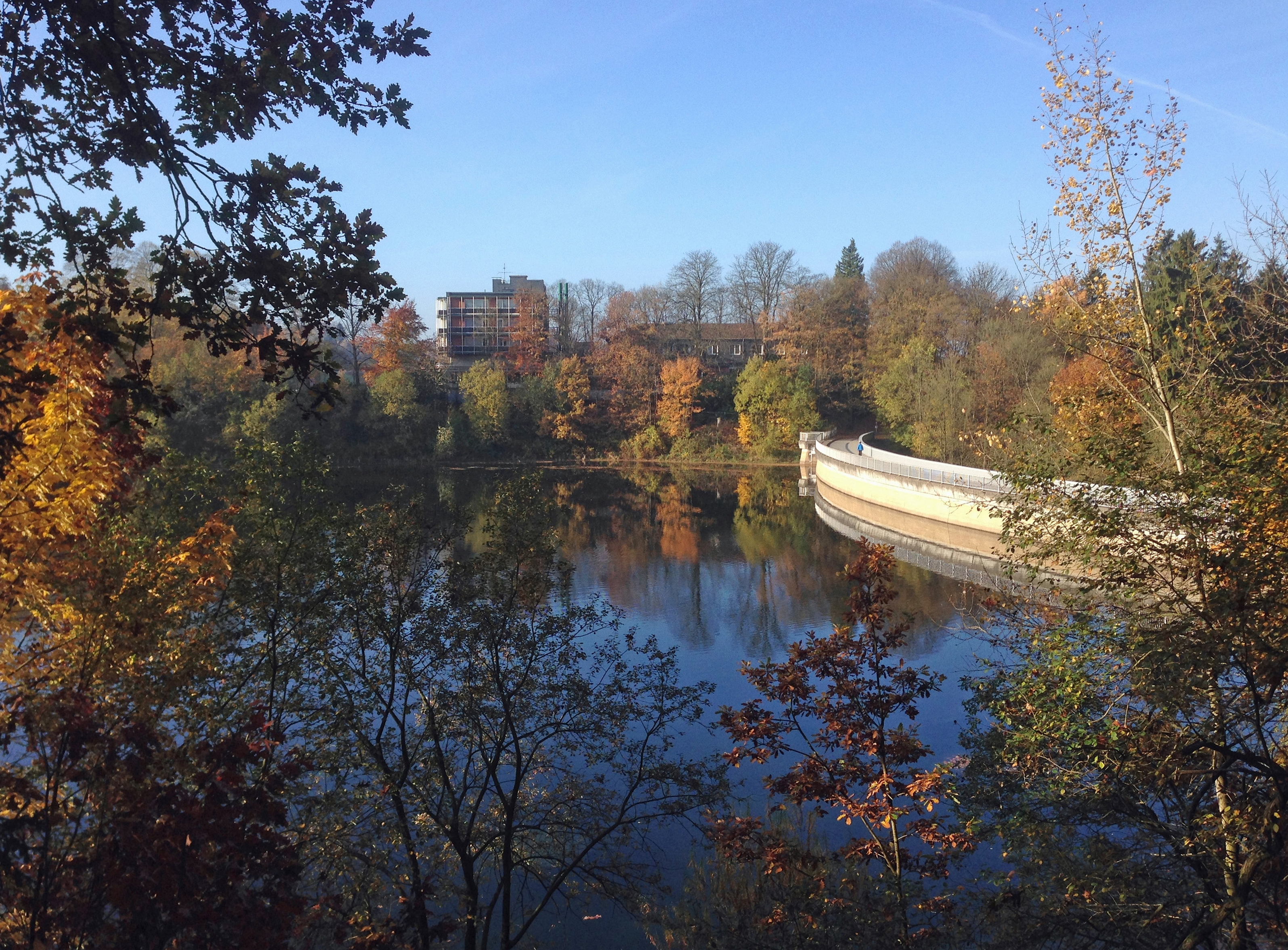
Eschbachtalsperre und Motel
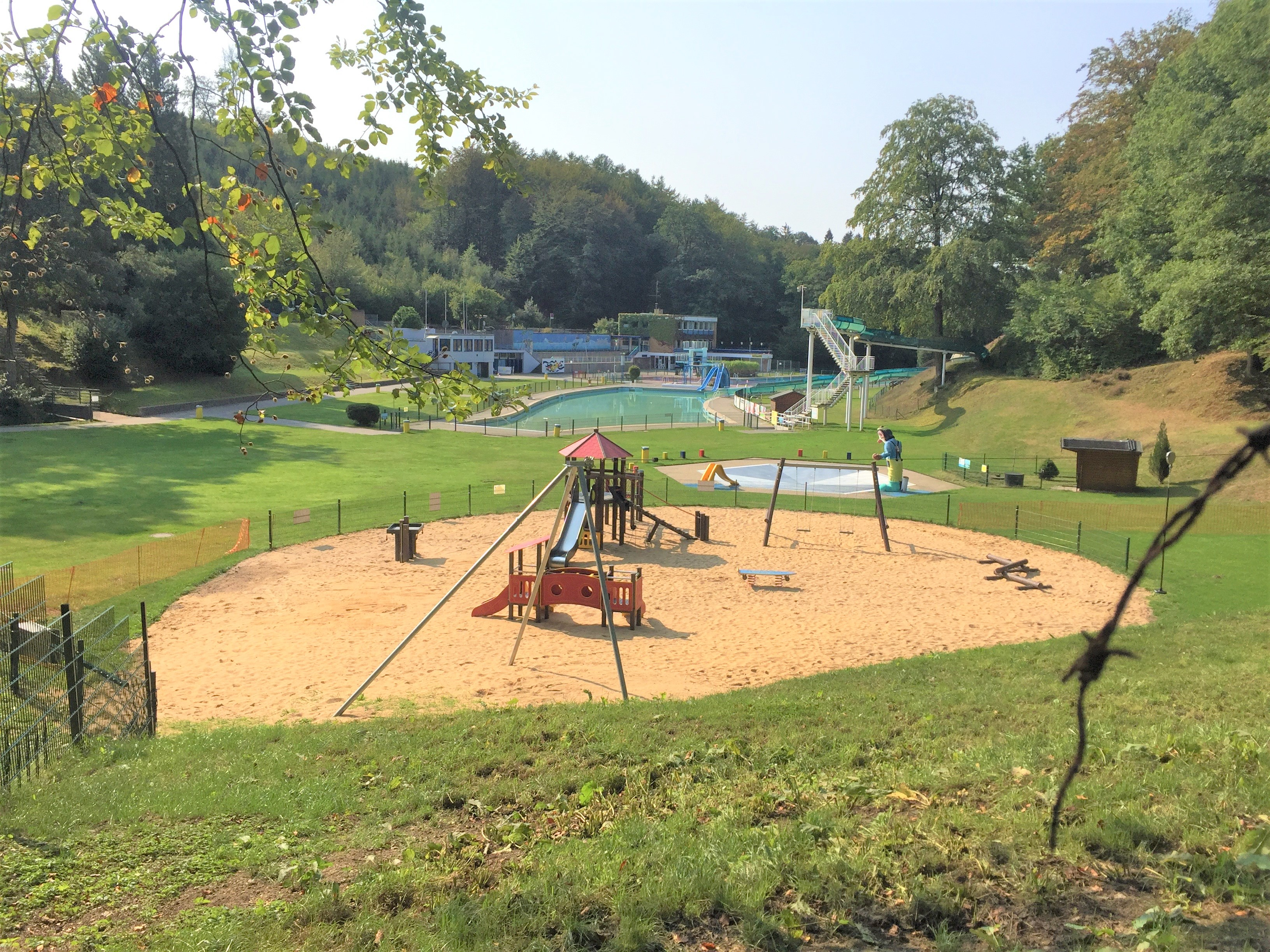
Freibad Eschbachtal
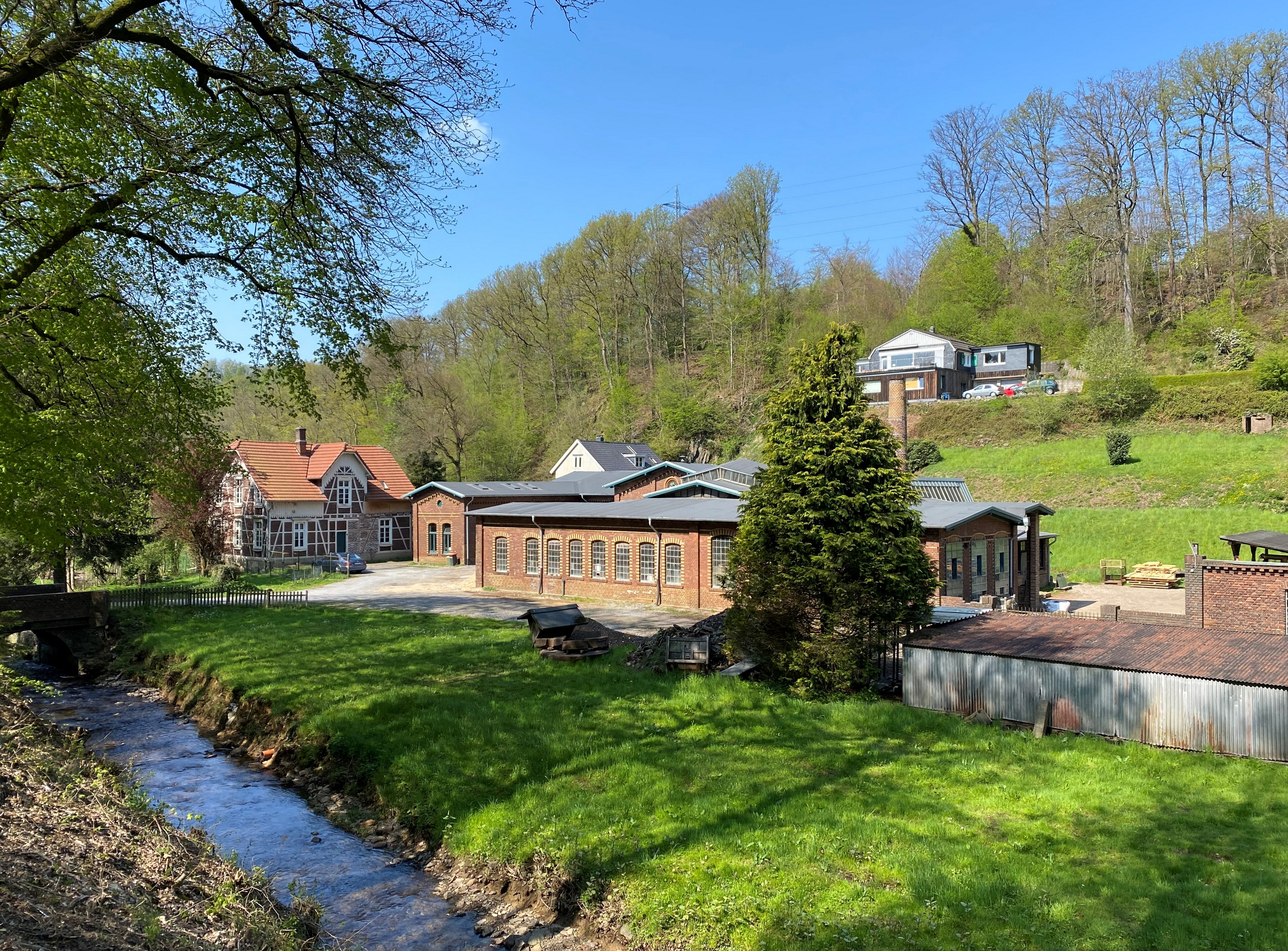
Baudenkmal Feilenfabrik Ehlis am Eschbach
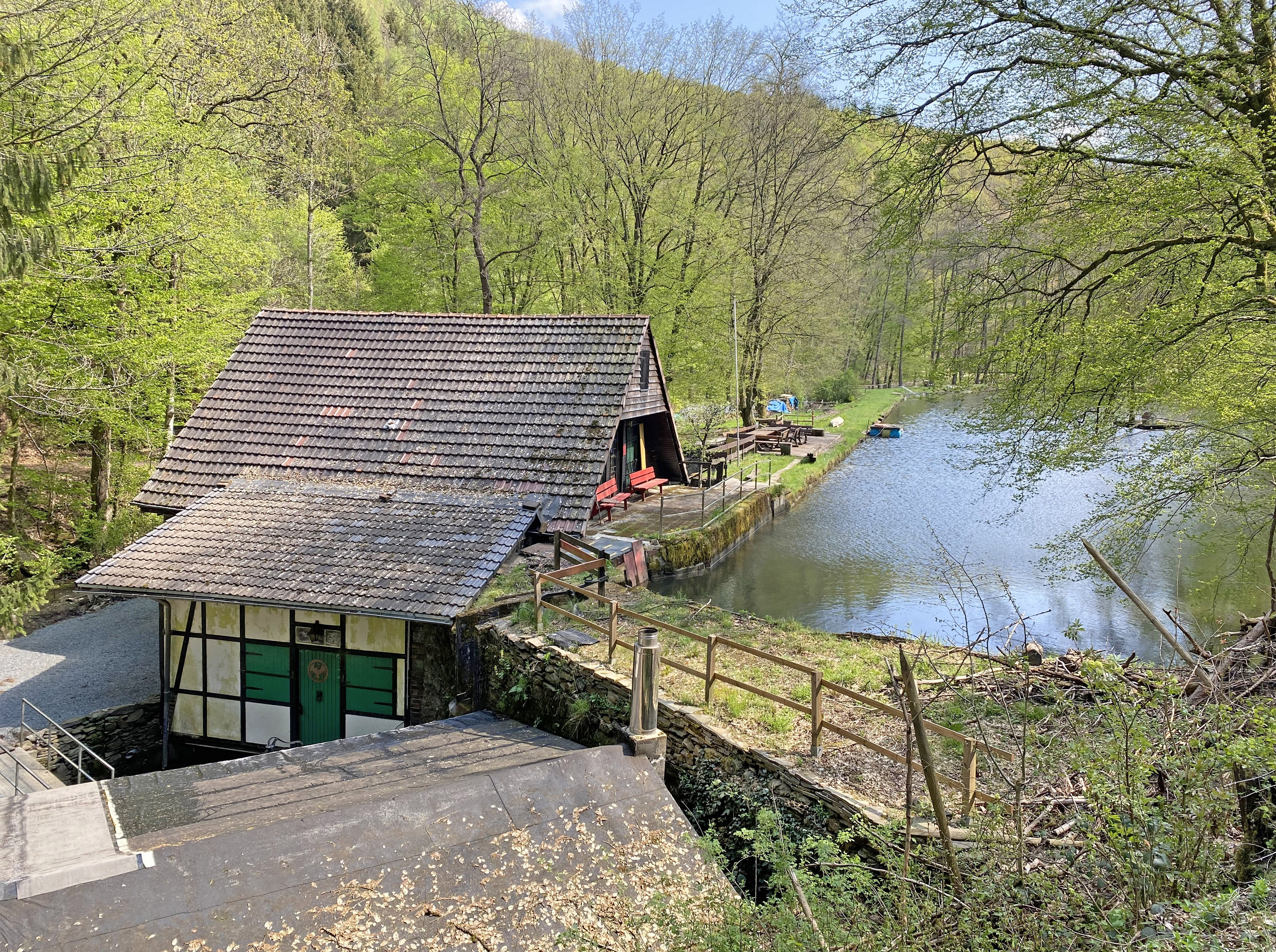
Johanneskotten
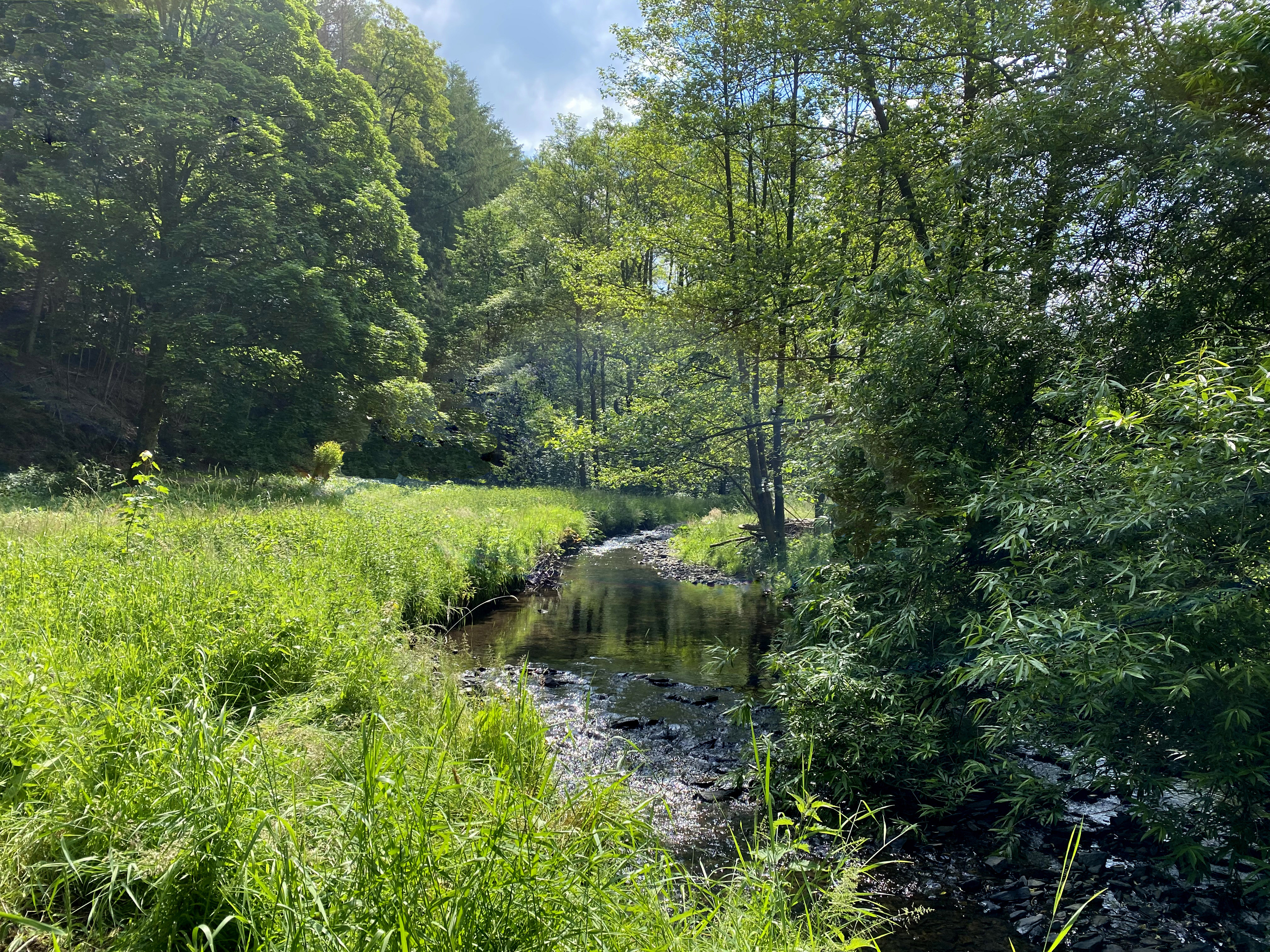
NSG Eschbachtal bei Zurmühle
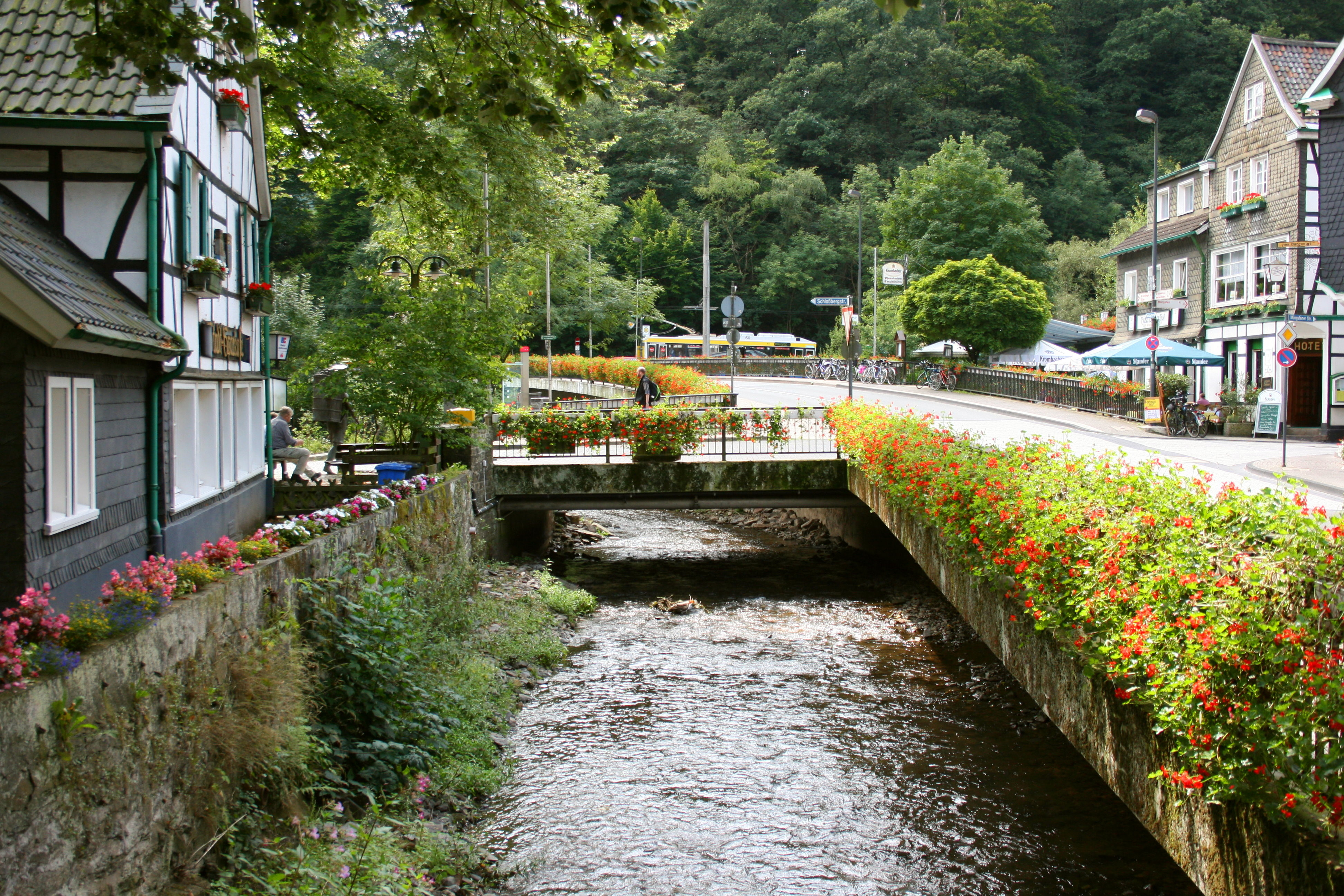
Eschbach an der Mündung in die Wupper in Unterburg (Solingen)